# Fé para o Impossível
Fé para o Impossível é um filme de drama biográfico brasileiro de 2025, dirigido por Ernani Nunes e roteirizado por Guilherme Ruiz e Carolina Minardi a partir de uma adaptação do livro Dê a Volta por Cima, escrito por Renee Murdoch e Philip Murdoch. Estrelado por Vanessa Giácomo e Dan Stulbach, a produção é baseada na história real de Renee Murdoch, uma pastora norte-americana que sofreu um ataque violento no Rio de Janeiro em 2012.
Fé para o Impossível foi lançado nos cinemas do Brasil em 20 de fevereiro de 2025 pela Galeria Distribuidora. O elenco também conta com as atuações de Juliana Alves, Theo Medon, Júlia Gomes, Bella Alelaf e Arthur Biancat. O filme foi recebido com críticas mistas por parte da imprensa especializada, que elogiou a atuação de Vanessa Giácomo, mas apontou falhas no roteiro e que, apesar de atingir seu público-alvo, o filme carece de originalidade e poderia explorar melhor as nuances de sua própria história.

## Premissa
Renee Murdoch (Vanessa Giácomo), uma pastora norte-americana radicada no Rio de Janeiro, vê sua fé ser testada de forma extrema após sofrer um ataque brutal por parte de um morador de rua. Esse episódio devastador transforma radicalmente a vida de sua família, impactando especialmente seu marido, Philip Murdoch (Dan Stulbach), que se vê na difícil missão de encontrar forças para enfrentar a tragédia. O filme narra a emocionante jornada de superação do casal, destacando como a fé inabalável e a resiliência os conduzem a descobrir um novo propósito mesmo nos momentos mais sombrios.

## Elenco
- Vanessa Giácomo como Renee Murdoch
- Dan Stulbach como Philip Murdoch
- Júlia Gomes como Julia Murdoch
- Theo Medon como Micah Murdoch
- Bella Alefaf como Caroline Murdoch
- Arthur Biancat como Ethan Murdoch
- Juliana Alves como Dra. Vera

## Produção

### Concepção e desenvolvimento
A produção de Fé para o Impossível foi marcada por um trabalho minucioso na busca por autenticidade e fidelidade à história real que inspira o filme. Sob a direção de Ernani Nunes, a equipe se dedicou à recriação de ambientes e locações que refletissem a atmosfera dos acontecimentos, escolhendo cenários que dialogam tanto com o urbanismo brasileiro quanto com a riqueza cultural dos contextos religiosos abordados.
O roteiro passou por um rigoroso processo de pesquisa para captar os detalhes que deram origem à narrativa, permitindo que a montagem dos cenários, a direção de arte e a fotografia colaborassem para uma estética que ressalta o contraste entre fragilidade humana e a força da fé. A escolha do elenco também refletiu esse compromisso, com atores selecionados por sua capacidade de transmitir as emoções e as nuances dos personagens, contribuindo para uma representação autêntica e sensível.
Além disso, a produção inovou ao integrar uma trilha sonora e efeitos visuais que acompanham os momentos de tensão e superação, reforçando a mensagem universal do filme. Essa abordagem não só potencializa o impacto emocional da narrativa, como também garante que a obra seja acessível e inspiradora para públicos de diversas crenças, evidenciando o cuidado dos responsáveis em transformar uma história específica em uma experiência cinematográfica de alcance universal.

## Lançamento
O filme foi lançado diretamente nos cinemas em 20 de fevereiro de 2025 com distribuição nacional da empresa Galeria Distribuidora.

## Recepção

### Bilheteria
Em seu final de semana de estreia, o filme abriu bilheteria com sucesso sendo assistido por 74,73 mil ingressos vendidos, consolidando-se entre os filmes mais assistidos do período. Em termos de títulos nacionais, o filme ficou atrás apenas de Ainda Estou Aqui, que teve 77 mil ingressos vendidos.

### Resposta da crítica

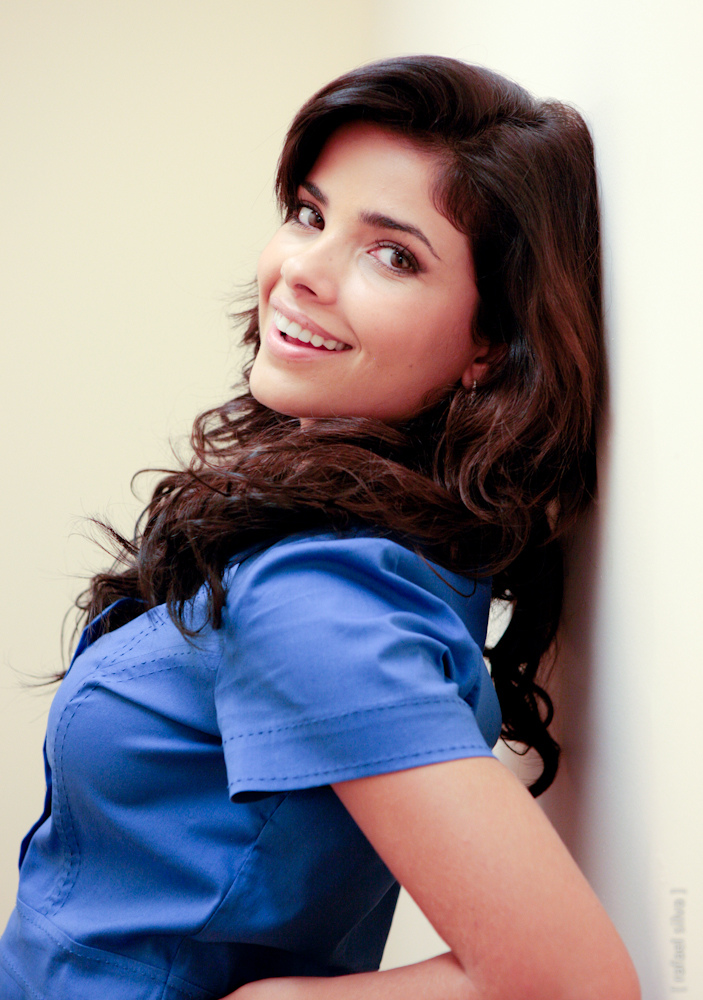
A atuação de Vanessa Giácomo foi considerada como fator surpreendente e ponto alto para o filme.

Apesar do desempenho elogiado do elenco, Fé para o Impossível foi recebido com críticas mistas e negativas por parte da imprensa especializada, que apontou problemas no desenvolvimento e fragilidades no roteiro. A crítica do CinePOP destaca a atuação de Vanessa Giácomo como um dos pontos altos do filme, elogiando sua capacidade de transmitir a profundidade emocional da personagem Renee Murdoch. O site ressalta que o filme é inspirador, baseado em eventos reais, e enfatiza a mensagem de superação e resiliência presente na narrativa. Além disso, a direção de Ernani Nunes é mencionada por conduzir a história de maneira envolvente, mantendo o público conectado com os desafios e triunfos enfrentados por Renee e sua família.
O crítico Fabrício Duque, do website Vertentes do Cinema, observa que o filme, dirigido por Ernani Nunes, é claramente direcionado a um público específico: os fiéis que já possuem uma crença estabelecida. A narrativa é estruturada de maneira semelhante a uma novela popular, carregada de sentimentalismo, com o objetivo de ressoar emocionalmente com os espectadores religiosos. Duque aponta que, embora o filme busque modernizar o discurso evangélico, incorporando elementos como músicas de rock gospel e abordagens mais contemporâneas, ele ainda se mantém preso a uma fórmula previsível e didática. Além disso, o crítico menciona que a obra tenta equilibrar momentos de humor e drama, mas acaba por reforçar estereótipos e clichês associados ao gênero.
A crítica da Folha de S.Paulo destaca a maneira como o filme aborda a transformação através da dor. O texto enfatiza que a narrativa, baseada em eventos reais, explora profundamente os desafios enfrentados por Renee Murdoch após o ataque que quase lhe tirou a vida. A resiliência e a fé da protagonista são pontos centrais, mostrando como experiências traumáticas podem servir como catalisadores para mudanças significativas. Além disso, a crítica ressalta a atuação de Vanessa Giácomo, que entrega uma performance convincente e emocionalmente rica, capturando as nuances da jornada de Renee. A direção de Ernani Nunes é elogiada por sua sensibilidade ao retratar temas complexos como sofrimento, esperança e superação, sem cair em exageros melodramáticos.

O Oxente Pipoca destaca que, embora o longa retrate um evento real impactante na vida de Renee Murdoch, ele não se diferencia de outros filmes religiosos de superação. A análise aponta a falta de profundidade nos personagens e o uso de clichês do gênero, como a crise de fé de um membro da família e questionamentos religiosos previsíveis. No entanto, ressalta que as interações familiares, especialmente a dinâmica entre Philip e seus filhos, conferem algum destaque à narrativa. A crítica conclui que, apesar de atingir seu público-alvo, o filme carece de originalidade e poderia explorar melhor as nuances de sua própria história.